# English Football League
English Football League (EFL) er en organisation og fodboldliga, som repræsenterer 72 professionelle fodboldklubber fra England og Wales. Klubberne i The Football League er fordelt på tre divisioner: Football League Championship, Football League One og Football League Two, der hver består af 24 hold, og som udgør niveau 2-4 i det engelske ligasystem.
Ligaen blev stiftet på et møde den 22. marts 1888 som Football League efter et initiativ fra Aston Villas direktør, William McGregor, og dermed er det den ældste professionelle fodboldliga i verden. 8. september samme år startede den første sæson med 12 klubber, men antallet steg hurtigt og var i 1959 blevet til 92 klubber. Indtil 1992 bestod ligaen af fire divisioner på niveau 1-4 i Ligasystemet i engelsk fodbold, men i 1992 brød de 20 bedste klubber ud af ligaen og dannede deres egen liga, FA Premier League. The Football League repræsenterer ikke disse klubber længere, selvom det er op-  og nedrykning mellem Premier League og The Football League. 

## Tidligere vindere

### 1888–1892
Da The Football League blev etableret spillede alle 12 klubber i én division.
| Nr. | Sæson   | Vinder (Antal titler) | Andenplads        | Tredjeplads             | Træner (antal titler) | Topscorer                          | Mål |
| --- | ------- | --------------------- | ----------------- | ----------------------- | --------------------- | ---------------------------------- | --- |
| 1.  | 1888–89 | Preston North End     | Aston Villa       | Wolverhampton Wanderers | William Sudell        | John Goodall (Preston North End)   | 21  |
| 2.  | 1889–90 | Preston North End (2) | Everton           | Blackburn Rovers        | William Sudell (2)    | Jimmy Ross (Preston North End)     | 24  |
| 3.  | 1890–91 | Everton               | Preston North End | Notts County            | Dick Molyneux         | Jack Southworth (Blackburn Rovers) | 26  |
| 4.  | 1891–92 | Sunderland            | Preston North End | Bolton Wanderers        | Tom Watson            | John Campbell (Sunderland)         | 32  |

### 1892–1920
I 1892 optog The Football League 11 af de 12 klubber fra den rivaliserende Football Alliance efter den lukkede. Det betød, at ligaen nu havde nok klubber til at oprette endnu en division. Den eksisterende division blev navngivet "First Division", mens den nye division blev kaldt "Second Division".
| Nr. | Sæson     | First Division                                    | Second Division                                   |
| --- | --------- | ------------------------------------------------- | ------------------------------------------------- |
| 5.  | 1892–93   | Sunderland                                        | Small Heath                                       |
| 6.  | 1893–94   | Aston Villa                                       | Liverpool                                         |
| 7.  | 1894–95   | Sunderland                                        | Bury                                              |
| 8.  | 1895–96   | Aston Villa                                       | Liverpool                                         |
| 9.  | 1896–97   | Aston Villa                                       | Notts County                                      |
| 10. | 1897–98   | Sheffield United                                  | Burnley                                           |
| 11. | 1898–99   | Aston Villa                                       | Manchester City                                   |
| 12. | 1899–1900 | Aston Villa                                       | The Wednesday                                     |
| 13. | 1900–01   | Liverpool                                         | Grimsby Town                                      |
| 14. | 1901–02   | Sunderland                                        | West Bromwich Albion                              |
| 15. | 1902–03   | The Wednesday                                     | Manchester City                                   |
| 16. | 1903–04   | The Wednesday                                     | Preston North End                                 |
| 17. | 1904–05   | Newcastle United                                  | Liverpool                                         |
| 18. | 1905–06   | Liverpool                                         | Bristol City                                      |
| 19. | 1906–07   | Newcastle United                                  | Nottingham Forest                                 |
| 20. | 1907–08   | Manchester United                                 | Bradford City                                     |
| 21. | 1908–09   | Newcastle United                                  | Bolton Wanderers                                  |
| 22. | 1909–10   | Aston Villa                                       | Manchester City                                   |
| 23. | 1910–11   | Manchester United                                 | West Bromwich Albion                              |
| 24. | 1911–12   | Blackburn Rovers                                  | Derby County                                      |
| 25. | 1912–13   | Sunderland                                        | Preston North End                                 |
| 26. | 1913–14   | Blackburn Rovers                                  | Notts County                                      |
| 27. | 1914–15   | Everton                                           | Derby County                                      |
| -   | 1915–19   | Ligaen suspenderet på grund af første verdenskrig | Ligaen suspenderet på grund af første verdenskrig |
| 28. | 1919–20   | West Bromwich Albion                              | Tottenham Hotspur                                 |

### 1920–1921
I 1920 optog The Football League klubberne fra Southern Leagues First Division (Southern League fortsatte med dens resterende klubber) samt Grimsby Town, som ikke var blevet genvalgt til Second Division den foregående sæson og blevet erstattet af Cardiff City (fra Southern League). Klubberne blev placeret i den nyoprettede Third Division.
| Nr. | Sæson   | First Division | Second Division | Third Division |
| --- | ------- | -------------- | --------------- | -------------- |
| 29. | 1920–21 | Burnley        | Birmingham      | Crystal Palace |

### 1921–1958
Efter blot én sæson blev ligaen udvidet igen. Denne gang blev blev et antal hold fra Nordengland optaget for at skabe ligevægt i forhold den tidligere udvidet, der primært bragte hold fra Sydengland ind i ligaen. Den eksisterende "Third Division" blev opdøbt til "Third Division South", og den nye division blev navngivet "Third Division North". Grimsby Town blev overført til nye norddivision. Divisionerne blev afviklet parallelt, og en klubber fra begge divisioner kunne opnå oprykning til den landsdækkende Second Division.
| Nr. | Sæson   | First Division                                   | Second Division                                  | Third Division North                             | Third Division South                             |
| --- | ------- | ------------------------------------------------ | ------------------------------------------------ | ------------------------------------------------ | ------------------------------------------------ |
| 30. | 1921–22 | Liverpool                                        | Nottingham Forest                                | Stockport County                                 | Southampton                                      |
| 31. | 1922–23 | Liverpool                                        | Notts County                                     | Nelson                                           | Bristol City                                     |
| 32. | 1923–24 | Huddersfield Town                                | Leeds United                                     | Wolverhampton Wanderers                          | Portsmouth                                       |
| 33. | 1924–25 | Huddersfield Town                                | Leicester City                                   | Darlington                                       | Swansea City                                     |
| 34. | 1925–26 | Huddersfield Town                                | The Wednesday                                    | Grimsby Town                                     | Reading                                          |
| 35. | 1926–27 | Newcastle United                                 | Middlesbrough                                    | Stoke City                                       | Bristol City                                     |
| 36. | 1927–28 | Everton                                          | Manchester City                                  | Bradford Park Avenue                             | Millwall                                         |
| 37. | 1928–29 | The Wednesday                                    | Middlesbrough                                    | Bradford City                                    | Charlton Athletic                                |
| 38. | 1929–30 | Sheffield Wednesday                              | Blackpool                                        | Port Vale                                        | Plymouth Argyle                                  |
| 39. | 1930–31 | Arsenal                                          | Everton                                          | Chesterfield                                     | Notts County                                     |
| 40. | 1931–32 | Everton                                          | Wolverhampton Wanderers                          | Lincoln City                                     | Fulham                                           |
| 41. | 1932–33 | Arsenal                                          | Stoke City                                       | Hull City                                        | Brentford                                        |
| 42. | 1933–34 | Arsenal                                          | Grimsby Town                                     | Barnsley                                         | Norwich City                                     |
| 43. | 1934–35 | Arsenal                                          | Brentford                                        | Doncaster Rovers                                 | Charlton Athletic                                |
| 44. | 1935–36 | Sunderland                                       | Manchester United                                | Chesterfield                                     | Coventry City                                    |
| 45. | 1936–37 | Manchester City                                  | Leicester City                                   | Stockport County                                 | Luton Town                                       |
| 46. | 1937–38 | Arsenal                                          | Aston Villa                                      | Tranmere Rovers                                  | Millwall                                         |
| 47. | 1938–39 | Everton                                          | Blackburn Rovers                                 | Barnsley                                         | Newport County                                   |
| 48. | 1939–40 | Ligaen afbrudt på grund af anden verdenskrig     | Ligaen afbrudt på grund af anden verdenskrig     | Ligaen afbrudt på grund af anden verdenskrig     | Ligaen afbrudt på grund af anden verdenskrig     |
| -   | 1940–46 | Ligaen suspenderet på grund af anden verdenskrig | Ligaen suspenderet på grund af anden verdenskrig | Ligaen suspenderet på grund af anden verdenskrig | Ligaen suspenderet på grund af anden verdenskrig |
| 49. | 1946–47 | Liverpool                                        | Manchester City                                  | Doncaster Rovers                                 | Cardiff City                                     |
| 50. | 1947–48 | Arsenal                                          | Birmingham City                                  | Lincoln City                                     | Queens Park Rangers                              |
| 51. | 1948–49 | Portsmouth                                       | Fulham                                           | Hull City                                        | Swansea City                                     |
| 52. | 1949–50 | Portsmouth                                       | Tottenham Hotspur                                | Doncaster Rovers                                 | Notts County                                     |
| 53. | 1950–51 | Tottenham Hotspur                                | Preston North End                                | Rotherham United                                 | Nottingham Forest                                |
| 54. | 1951–52 | Manchester United                                | Sheffield Wednesday                              | Lincoln City                                     | Plymouth Argyle                                  |
| 55. | 1952–53 | Arsenal                                          | Sheffield United                                 | Oldham Athletic                                  | Bristol Rovers                                   |
| 56. | 1953–54 | Wolverhampton Wanderers                          | Leicester City                                   | Port Vale                                        | Ipswich Town                                     |
| 57. | 1954–55 | Chelsea                                          | Birmingham City                                  | Barnsley                                         | Bristol City                                     |
| 58. | 1955–56 | Manchester United                                | Sheffield Wednesday                              | Grimsby Town                                     | Leyton Orient                                    |
| 59. | 1956–57 | Manchester United                                | Leicester City                                   | Derby County                                     | Ipswich Town                                     |
| 60. | 1957–58 | Wolverhampton Wanderers                          | West Ham United                                  | Scunthorpe United                                | Brighton and Hove Albion                         |

### 1958–1992
Til starten af 1958–59-sæsonen blev de landsdækkende Third Division og Fourth Divisions oprettet som erstatning for de regionale Third Division North og Third Division South:
| Nr. | Sæson   | First Division          | Second Division         | Third Division          | Fourth Division         |
| --- | ------- | ----------------------- | ----------------------- | ----------------------- | ----------------------- |
| 61. | 1958–59 | Wolverhampton Wanderers | Sheffield Wednesday     | Plymouth Argyle         | Port Vale               |
| 62. | 1959–60 | Burnley                 | Aston Villa             | Southampton             | Walsall                 |
| 63. | 1960–61 | Tottenham Hotspur       | Ipswich Town            | Bury                    | Peterborough United     |
| 64. | 1961–62 | Ipswich Town            | Liverpool               | Portsmouth              | Millwall                |
| 65. | 1962–63 | Everton                 | Stoke City              | Northampton Town        | Brentford               |
| 66. | 1963–64 | Liverpool               | Leeds United            | Coventry City           | Gillingham              |
| 67. | 1964–65 | Manchester United       | Newcastle United        | Carlisle United         | Brighton & Hove Albion  |
| 68. | 1965–66 | Liverpool               | Manchester City         | Hull City               | Doncaster Rovers        |
| 69. | 1966–67 | Manchester United       | Coventry City           | Queens Park Rangers     | Stockport County        |
| 70. | 1967–68 | Manchester City         | Ipswich Town            | Oxford United           | Luton Town              |
| 71. | 1968–69 | Leeds United            | Derby County            | Watford                 | Doncaster Rovers        |
| 72. | 1969–70 | Everton                 | Huddersfield Town       | Leyton Orient           | Chesterfield            |
| 73. | 1970–71 | Arsenal                 | Leicester City          | Preston North End       | Notts County            |
| 74. | 1971–72 | Derby County            | Norwich City            | Aston Villa             | Grimsby Town            |
| 75. | 1972–73 | Liverpool               | Burnley                 | Bolton Wanderers        | Southport               |
| 76. | 1973–74 | Leeds United            | Middlesbrough           | Oldham Athletic         | Peterborough United     |
| 77. | 1974–75 | Derby County            | Manchester United       | Blackburn Rovers        | Mansfield Town          |
| 78. | 1975–76 | Liverpool               | Sunderland              | Hereford United         | Lincoln City            |
| 79. | 1976–77 | Liverpool               | Wolverhampton Wanderers | Mansfield Town          | Cambridge United        |
| 80. | 1977–78 | Nottingham Forest       | Bolton Wanderers        | Wrexham                 | Watford                 |
| 81. | 1978–79 | Liverpool               | Crystal Palace          | Shrewsbury Town         | Reading                 |
| 82. | 1979–80 | Liverpool               | Leicester City          | Grimsby Town            | Huddersfield Town       |
| 83. | 1980–81 | Aston Villa             | West Ham United         | Rotherham United        | Southend United         |
| 84. | 1981–82 | Liverpool               | Luton Town              | Burnley                 | Sheffield United        |
| 85. | 1982–83 | Liverpool               | Queens Park Rangers     | Portsmouth              | Wimbledon               |
| 86. | 1983–84 | Liverpool               | Chelsea                 | Oxford United           | York City               |
| 87. | 1984–85 | Everton                 | Oxford United           | Bradford City           | Chesterfield            |
| 88. | 1985–86 | Liverpool               | Norwich City            | Reading                 | Swindon Town            |
| 89. | 1986–87 | Everton                 | Derby County            | Bournemouth             | Northampton Town        |
| 90. | 1987–88 | Liverpool               | Millwall                | Sunderland              | Wolverhampton Wanderers |
| 91. | 1988–89 | Arsenal                 | Chelsea                 | Wolverhampton Wanderers | Rotherham United        |
| 92. | 1989–90 | Liverpool               | Leeds United            | Bristol Rovers          | Exeter City             |
| 93. | 1990–91 | Arsenal                 | Oldham Athletic         | Cambridge United        | Darlington              |
| 94. | 1991–92 | Leeds United            | Ipswich Town            | Brentford               | Burnley                 |

### 1992–2004
Efter at klubber i First Division var brudt ud af ligaen for at oprette FA Premier League, inkluderede The Football League ikke længere de bedste klubber i England, og Football League-mestrene var ikke længere nationale engelske mestre i fodbold. Derfor blev Second Division til First Division, Third Division blev til Second Division og Fourth Division blev til Third Division.
| Nr.  | Sæson     | First Division    | Second Division        | Third Division         |
| ---- | --------- | ----------------- | ---------------------- | ---------------------- |
| 95.  | 1992–93   | Newcastle United  | Stoke City             | Cardiff City           |
| 96.  | 1993–94   | Crystal Palace    | Reading                | Shrewsbury Town        |
| 97.  | 1994–95   | Middlesbrough     | Birmingham City        | Carlisle United        |
| 98.  | 1995–96   | Sunderland        | Swindon Town           | Preston North End      |
| 99.  | 1996–97   | Bolton Wanderers  | Bury                   | Wigan Athletic         |
| 100. | 1997–98   | Nottingham Forest | Watford                | Notts County           |
| 101. | 1998–99   | Sunderland        | Fulham                 | Brentford              |
| 102. | 1999–2000 | Charlton Athletic | Preston North End      | Swansea City           |
| 103. | 2000–01   | Fulham            | Millwall               | Brighton & Hove Albion |
| 104. | 2001–02   | Manchester City   | Brighton & Hove Albion | Plymouth Argyle        |
| 105. | 2002–03   | Portsmouth        | Wigan Athletic         | Rushden & Diamonds     |
| 106. | 2003–04   | Norwich City      | Plymouth Argyle        | Doncaster Rovers       |

### 2004–nu
I 2004 omdøbte The Football League sine divisioner: First Division blev til Football League Championship, Second Division blev til Football League One og Third Division kom til at hedde Football League Two.
| Nr.  | Sæson   | League Championship     | League One              | League Two         |
| ---- | ------- | ----------------------- | ----------------------- | ------------------ |
| 107. | 2004–05 | Sunderland              | Luton Town              | Yeovil Town        |
| 108. | 2005–06 | Reading                 | Southend United         | Carlisle United    |
| 109. | 2006–07 | Sunderland              | Scunthorpe United       | Walsall            |
| 110. | 2007–08 | West Bromwich Albion    | Swansea City            | Milton Keynes Dons |
| 111. | 2008–09 | Wolverhampton Wanderers | Leicester City          | Brentford          |
| 112. | 2009–10 | Newcastle United        | Norwich City            | Notts County       |
| 113. | 2010–11 | Queens Park Rangers     | Brighton & Hove Albion  | Chesterfield       |
| 114. | 2011–12 | Reading                 | Charlton Athletic       | Swindon Town       |
| 115. | 2012–13 | Cardiff City            | Doncaster Rovers        | Gillingham         |
| 116. | 2013–14 | Leicester City          | Wolverhampton Wanderers | Chesterfield       |
| 117. | 2014-15 | AFC Bournemouth         | Bristol City            | Burton Albion      |
| 118. | 2015-16 | Burnley                 | Wigan Athletic          | Northampton Town   |
| 119. | 2016-17 | Newcastle United        | Sheffield United        | Portsmouth         |
| 120. | 2017-18 | Wolverhampton Wanderers | Wigan Athletic          | Accrington Stanley |
| 121. | 2018-19 | Norwich City            | Luton Town              | Lincoln City       |
| 122. | 2019-20 | Leeds United            | Coventry City           | Swindon Town       |
| 123. | 2020-21 | Norwich City            | Hull City               | Cheltenham         |
| 124. | 2021-22 | Fulham                  | Wigan Athletic          | Forest Green       |
| 125. | 2022-23 | Burnley                 | Plymouth                | Leyton Orient      |
| 126. | 2023-24 | Leicester City          | Portsmouth              | Stockport County   |
| 127. | 2024-25 | Leeds United            | Birmingham              | Doncaster Rovers   |